# Braux (Côte-d’Or)
Braux ist eine französische Gemeinde mit 175 Einwohnern (Stand 1. Januar 2022) im Département Côte-d’Or in der Region Bourgogne-Franche-Comté. Sie gehört zum Arrondissement Montbard und zum Kanton Semur-en-Auxois.
Nachbargemeinden sind Villeneuve-sous-Charigny im Nordwesten, Charigny im Norden, Marigny-le-Cahouët im Nordosten, Sainte-Colombe-en-Auxois im Osten, Clamerey im Südosten, Marcigny-sous-Thil im Südwesten und Brianny und Montigny-sur-Armançon im Westen.

## Bevölkerungsentwicklung
| Jahr                       | 1962 | 1968 | 1975 | 1982 | 1990 | 1999 | 2008 | 2015 |
| -------------------------- | ---- | ---- | ---- | ---- | ---- | ---- | ---- | ---- |
| Einwohner                  | 193  | 170  | 156  | 140  | 146  | 167  | 181  | 160  |
| Quellen: Cassini und INSEE |      |      |      |      |      |      |      |      |